# Atlético Desportivo Petróleos do Namibe
Atlético Desportivo Petróleos do Namibe, também chamado de Atlético Namibe e Petro do Namibe, é um clube multi-desportivo da cidade de Moçâmedes, na província do Namibe, em Angola.
No futebol masculino, a sua mais popular modalidade, disputou o Girabola - Primeira Divisão Angolana de Futebol pela última vez em 2013. Nesta modalidade foi vencedor nacional da Taça de Angola, além de outras boas participações no Girabola e na SuperTaça de Angola.
No futebol, manda seus jogos no Estádio Joaquim Morais, porém é historicamente ligado com o distrito urbano do Sacomar.

## História
Fundado, em 1986, com o nome Onze Bravos do Sacomar, chegou a chamar-se Desportivo Sonangol do Namibe. Em junho de 2005 passou a denominar-se Atlético Desportivo Petróleos do Namibe.

## Rivais
Conserva rivalidade com o Independente Sport Clube, com o Interclube do Namibe, com o Sporting Clube de Namibe e com o Benfica de Moçâmedes, os três últimos equipas da cidade de Moçâmedes.

## Títulos

### Futebol masculino
| Campeonato                                      | Campeão    | Vice-campeão | Campanhas de destaque | Nº de participações |
| ----------------------------------------------- | ---------- | ------------ | --------------------- | ------------------- |
| SuperTaça de Angola                             | -          | 2002, 2005   | -                     | ?                   |
| Girabola - Primeira Divisão Angolana de Futebol | -          | -            | 3º lugar (1997)       | ?                   |
| Taça de Angola                                  | 2001, 2004 | -            | -                     | ?                   |

### Voleibol masculino
- Campeonato Nacional de Voleibol Masculino - Seniores: Vice-Campeão em 2019;[2]
- Campeonato Nacional de Voleibol Masculino - Juvenil: Campeão em 2016;[3]
- Campeonato Nacional de Voleibol Masculino - Juniores: Campeão em 2016.[3]